# Cheiracanthium pichoni
Cheiracanthium pichoni is een spinnensoort uit de familie Cheiracanthiidae.
De wetenschappelijke naam van de soort werd in 1963 gepubliceerd door Ehrenfried Schenkel-Haas.